# 國立民雄高級農工職業學校
國立民雄高級農工職業學校，簡稱民雄農工、民農，為位於台灣嘉義縣民雄鄉的技術型高級中等學校。

## 校史
- 1936年12月22日創校，初名「嘉義郡民雄庄外九個庄組合嘉義郡農業國民學校」。創設人為豐島高德先生，目的在培養農業技術指導員。
- 1941年4月1日，更名為「嘉義郡專修農業學校」。
- 1943年3月修業期限改為二年制，旋又改為三年制。
- 1946年，中華民國政府接收，改制為「臺南縣立嘉義初級農業職業學校」。4月增設商科，但7月停招。
- 1951年2月，嘉義縣自臺南縣分出，改隸為「嘉義縣立民雄初級農業職業學校」。
- 1958年8月，辦理五年一貫制農業職業教育，增設高級部，改制為「嘉義縣立民雄農業職業學校」。
- 1964年，招收高級部三年制學生，僅設綜合農業科。
- 1965年，增設園藝科及畜牧獸醫科。
- 1967年8月，增設農產製造科。
- 1968年8月1日，實施九年國民義務教育與省辦高中政策，五年制農科停止招收，並改隸省級，改制為「臺灣省立民雄高級中學」。招收普通科、農藝科、園藝科、畜牧獸醫科、農產製造科等。
- 1973年，增辦機工科及汽車科。
- 1979年，增辦電工科。
- 1985年，減招農業機械科一班，改設園藝科。
- 1987年8月1日，全省九班以下綜合高中（兼設普通科與職業類科，非現今之綜合型高級中等學校）一律更改為完全職業學校。改制為「臺灣省立民雄高級農工職業學校」。
- 2000年2月，因應精省，改隸中央政府，更名「國立民雄高級農工職業學校」。電工科改為電機科。

## 歷任校長
| 任別     | 姓名     | 任期                        | 異動原因                   | 備註                                        |
| 日治時期 | 日治時期 | 日治時期                    | 日治時期                   | 日治時期                                    |
| -------- | -------- | --------------------------- | -------------------------- | ------------------------------------------- |
| 第一任   | 豐島高德 | 1936年4月－1945年10月       | 戰後，離校。               | 創校首任。                                  |
| 民國時期 |          |                             |                            |                                             |
| 第一任   | 曾柱     | 1945年11月－1962年6月       | 退休。                     | 戰後，首任。                                |
| 第二任   | 張石山   | 1962年6月－1969年8月        | 調任臺灣省立東石高中校長。 |                                             |
| 第三任   | 李士崑   | 1969年8月－1972年11月       | 調任臺灣省立虎尾高中校長。 |                                             |
| 第四任   | 周召欽   | 1972年11月－1977年2月       | 屆齡退休。                 |                                             |
| 第五任   | 何文琳   | 1977年2月－1985年2月        | 調任臺灣省立嘉義高商校長。 | 原嘉義縣立蘭潭國民中學校長轉任。            |
| 第六任   | 蘇萬能   | 1985年2月－1990年7月        | 調任臺灣省立嘉義高商校長。 |                                             |
| 第七任   | 汪榮哲   | 1990年8月－2001年7月        | 屆齡退休。                 |                                             |
| 第八任   | 徐正鐘   | 2001年8月－2007年7月        | 調任國立秀水高工校長。     |                                             |
| 第九任   | 羅聰欽   | 2007年8月1日－2011年7月31日 | 調任國立斗六高中校長。     |                                             |
| 第十任   | 孫忠義   | 2011年8月1日－2017年7月31日 | 調任國立華南高商校長。     |                                             |
| 第十一任 | 鍾順水   | 2017年8月1日－2024年7月31日 | 退休。                     | 原國立花蓮高農校長轉任，2024年7月31日退休。 |
| 第十二任 | 洪芳芷   | 2024年8月1日－              | 現任。                     | 原國立草屯高級商工職業學校教務主任轉任。    |

## 教學單位
- 普通科
  - 體育班
- 電機科
- 機械科
- 汽車科
- 食品加工科
- 園藝科
- 生物產業機電科
- 機車修護科
- 餐飲服務科

## 外部連結
- 國立民雄高級農工職業學校（页面存档备份，存于）